# 歐陽若曦
歐陽若曦（英語：Darryl O'Young，1980年3月26日—），籍贯广东新会，是出生於加拿大溫哥華的香港賽車手。

## 成長
从4歲開始，他已經到賽車場觀看父親比賽。儘管那時歐陽若曦根本不懂賽車是甚麼一回事，但有一點已肯定的是，他已經深深被那些跑車迷住了。8歲那年，父親買了一架小型賽車給歐陽若曦，並開始帶他到韋斯活特山賽車場（Westwood Mountain Raceway）練習。此後三年，歐陽若曦的父親將一切賽車基本知識傾囊相授。
歐陽若曦11歲時已經在好些本土小型賽車賽事中獨佔鰲頭了。12歲的時候，歐陽若曦開始向高水平的賽事IKF西北金盃賽巡迴賽（IKF Northwest Gold Cup Tour）進發。由于經濟問題兼為實現兒子的梦想，歐陽若曦的父親放棄賽車改當司機，一面籌措經費，一面陪歐陽若曦到處參賽，父子俩一起並肩作戰。

## 初期賽車成績
90年代期间，歐陽若曦贏過不少錦標赛，最矚目的包括1996年Yamaha西北金盃賽冠軍、2000年加拿大全國小型賽車冠軍和2000年美國全國ICA小型賽車冠軍。參加小型賽車的13個年頭，對歐陽若曦日後的車手生涯影響深遠。他藉此打下了堅固基礎之餘，並培養出車手應有的本能和豐富知識。
歐陽若曦於2001年在B.C. Institute of Technology完成了市場學文憑課程後，便開始轉向跑車賽事發展。他與父親和幾個友人合組「歐陽車隊」（O’Young Racing），租了一架舊的福特方程式1600賽車，日以繼夜地進行改裝，一面爭取在不同賽道試車和作賽，一面全速尋找贊助商。另外，他和父親甚至開辦小型賽車學校。因為這樣既能協助當地車手，同時又可為車隊籌集經費。
當2001年賽季結束後，歐陽若曦獲得到珠海參加福特方程式2000的機會，並在兩場比賽中分別得到第一和第二名。然後在2002年賽季，他參加了幾次寶馬車系的賽事，接著完成了整個雷諾方程式1600賽季。歐陽若曦共參加了兩季（2002年及2003年）雷諾方程式1600美國職業錦標賽，並取得佳績。在2003年的賽季全數13場賽事中，他在頭九場比賽後都領先，最後名列第三。

## 2004年回歸香港
2004年，歐陽若曦獲邀加入香港保時捷代理捷成洋行旗下的捷成車隊，出戰保時捷Carrera亞洲盃。車隊的邀請，令他有機會到4個國家參加11場賽事。權衡輕重下，歐陽若曦搬到香港居住。

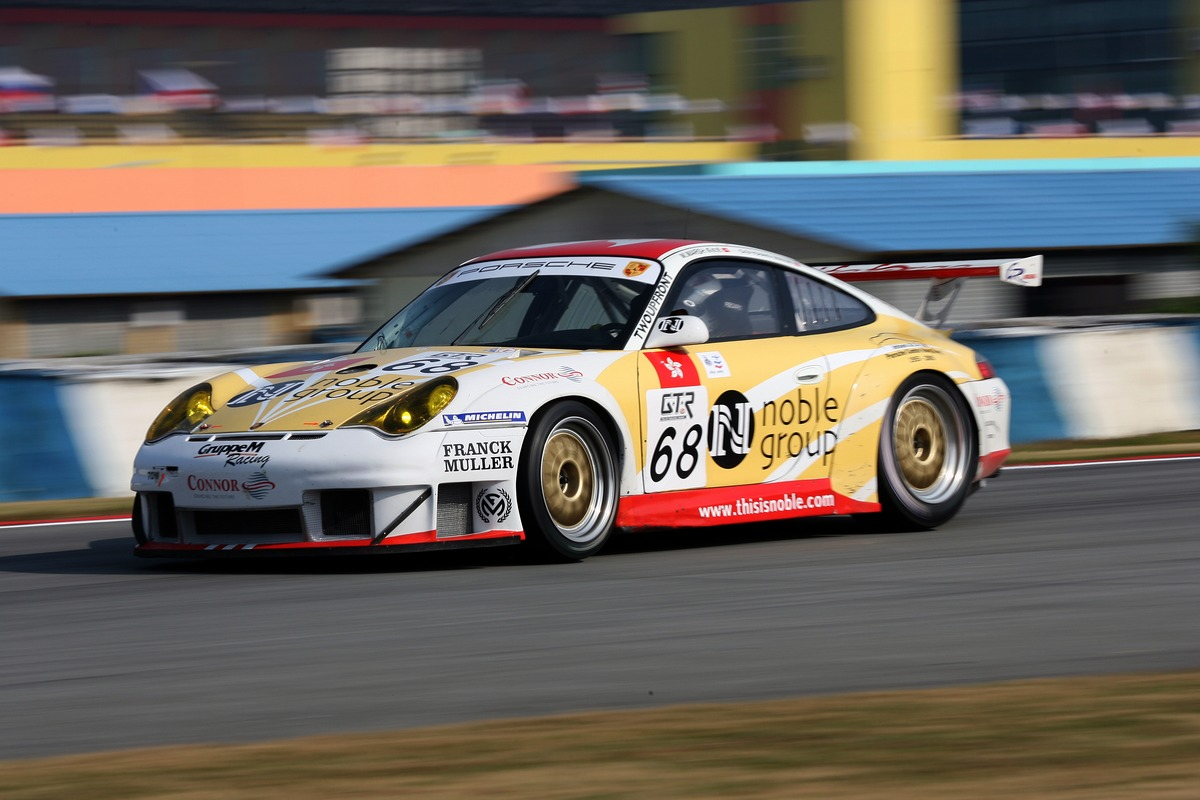
歐陽若曦與馬義益共同在珠海國際賽車場駕駛的保時捷。

到2005年，歐陽若曦獲邀加入Noble-Group-Gruppe M Racing的香港Le Mans車隊，與英裔香港車手馬義益（原稱馬依思）合作，到意大利蒙扎、德國紐布格林和英國銀石賽車場參加GT耐力賽。另外，他亦出戰了FIA GT錦標賽中國站，並帶領所屬車隊奪得第4名。
兩年駕駛保持捷出賽的經驗，助歐陽若曦以壓倒性姿態贏得2006年保時捷Carrera亞洲盃，並力證自己有潛質成為一級車手。2007年，代表捷成車隊參加保時捷美孚1號超級盃，為該項賽事第一名華人車手及第一名參加全年度賽事的香港車手（該賽事第一名香港車手是以客席車手身份參加2005年度賽事摩洛哥站賽事的英裔香港車手馬義益（原稱馬依思））。
在本屆澳門格蘭披治大賽前，歐陽若曦奪得7場冠軍、8次排頭位和9場打入頭三名的佳績，讓他令人信服的提早封王。今年歐陽若曦其實還參加了好幾個國際賽事，包括FIA GT錦標賽中於比利時士巴賽車場舉行的The Proximus24。這次亦是他首次參加24小時耐力賽，並從中得更多比賽經驗。

## 世界房車錦標賽

### 2010年

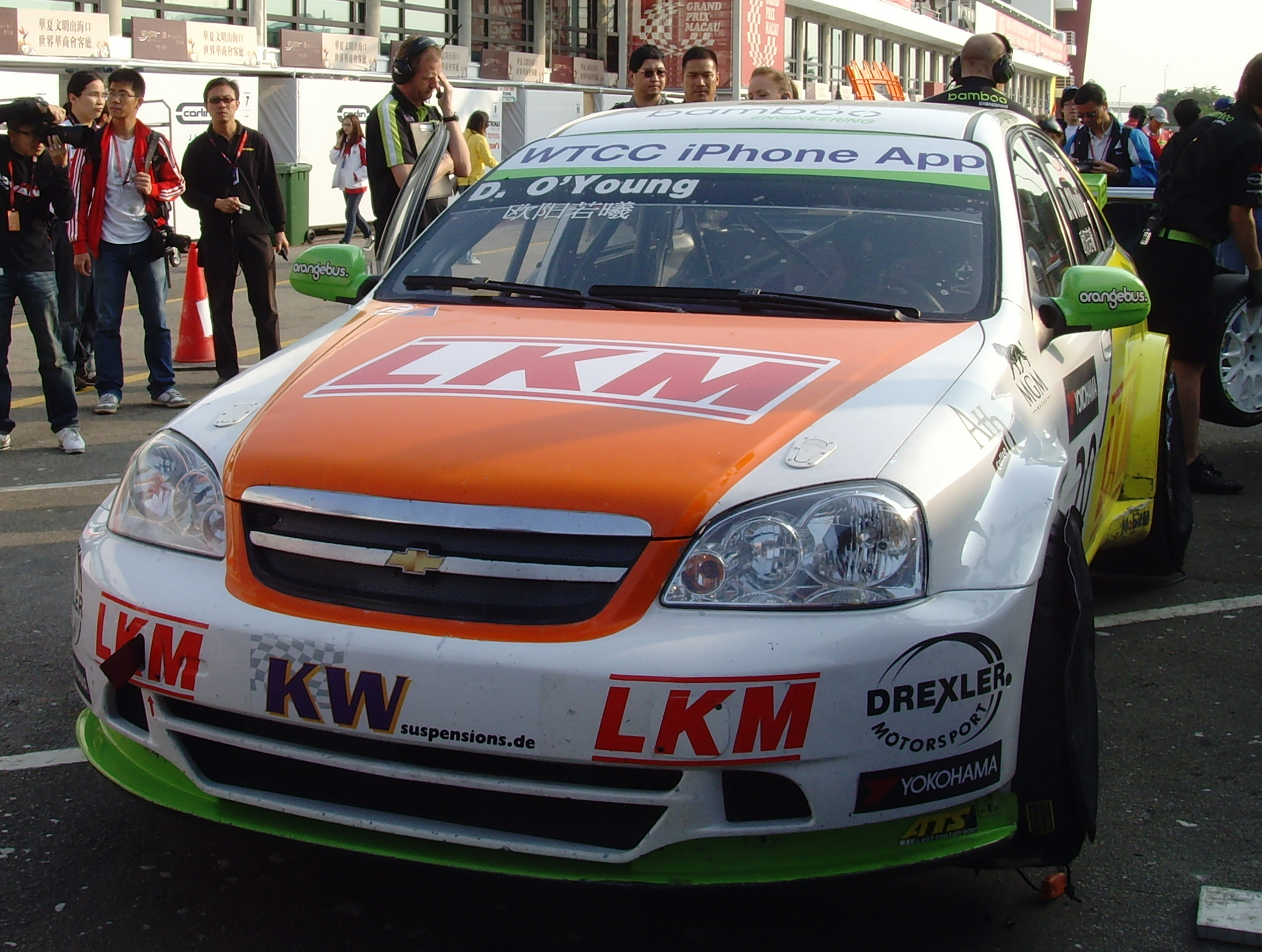
歐陽若曦的雪佛蘭Lacetti戰車。

歐陽若曦在2010年加入Bamboo Engineering車隊，駕駛Chevrolet Lacetti參加世界房車錦標賽，並且有望在澳門站奪得獨立盃的全年總冠軍。他以第9名排位出賽，直至第5圈被尾隨的荷蘭車手哥倫尼推撞而未能完成賽事，未竟全功。受損的戰車在次回合趕及重新出賽，可惜歐陽若曦起步後不久又被俄羅斯車手羅曼諾夫於警察局彎撞牆，釀成7車連環相撞，結果其戰車的左後轆被撞毀，無法再戰。最終在獨立盃總排名跌至第4位，未能成為香港首個世界冠軍賽車手。

### 2011年
2011年歐陽若曦改以新的雪佛蘭Cruze戰車參賽獨立盃。可是在2011年11月7日，他在上海天馬山站首場得兩分，第二場則沒法完成；經過22回合比賽之後，他在獨立盃落後榜首的保臣44分，宣佈爭盃夢提早破滅。
在全年最後一站的澳門站，首回合排第4位起步的歐陽若曦，至第4圈嘉思欄馬路位置，被摩洛哥車手賓拿利撞車尾，結果兩敗俱傷， 歐陽若曦被迫退賽。儘管Darryl的車隊成功搶修戰車，趕及出戰次回合的9圈賽事，惜仍難以躋身前列，只能以第12名完成賽事。
同年11月13日，2011勒芒洲際杯在奧迪珠海國際賽車場完美收官，經過6小時烈日下的角逐，歐陽若曦所在的Audi Customer Racing Team奪得GTC組別冠軍。

### 2012年
歐陽若曦日前在澳洲巴瑟斯特與兩位德國籍隊友Christopher Mies及Christer Jons合作，以 1 分 13 秒之差勝出，成功衞冕及再奪 12 小時耐力賽全場總冠軍。
在2012年的世界房車錦標賽，歐陽若曦轉投STR車隊，並首次駕駛SEAT Leon 1.6T爭奪獨立盃。3月7日，歐陽若曦宣佈會參加世界超級跑車錦標賽(FIA GT1 World Championship)。他將加入Reiter車隊，夥拍荷蘭車手Peter Kox，駕駛兰博基尼盖拉多 LP 560-4參賽。歐陽若曦於 GT1世界超級跑車錦標賽第5回合的葡萄牙站，從最後一位出發；在首3圈連過9部車，再交棒予其拍檔、荷蘭車手確斯，他們最終以第4名衝線，取得參戰以來最佳成績。

### 2013年
2013年2月12日，ROAL車隊宣佈歐陽若曦將會加入該車隊出戰2013年的世界房車錦標賽。
2013年6月23日，歐陽若曦在法國勒芒24小時耐力賽交出好成績，他在GTE Am組別代表意大利AF Corse車隊贏得亞軍，成為這個有90年歷史的世界最著名耐力賽，首位獲得三甲成績的華人車手。

### 2014年
2014年3月13日，由香港小型賽車會提名的歐陽若曦，獲選為八位Samsung 2013年度香港傑出運動員之一，獲得港幣$33,000獎金、獎座及手提電腦獎品。今次是首次有賽車手獲獎。
2014年10月12日，歐陽若曦在FIA世界耐力錦標賽（WEC）出戰日本站，順利贏得LMGTE Pro組別季軍，職業生涯首次站上WEC頒獎台。

## 婚姻狀況
2011年11月19日，歐陽若曦大方宣佈向拍拖3年的女友黄嘉佩Amber求婚成功︰「兩個月前在印尼峇里島度假時，我租了間別墅，並帶同戒指及鮮花求婚；但正式婚期仍未決定，主要視乎賽車時間表。」歐陽若曦於2012年8月11日在加拿大溫哥華附近的半月彎，與黃嘉佩Amber共諧連理。

## 賽車紀錄

### 完整世界房車錦標賽成績
(key) (粗體字表示排位賽做出了最快時間) (斜體字表示在賽事中做出了最快單圈)
| 年份 | 車隊                  | 賽車              | 1            | 2            | 3           | 4           | 5            | 6           | 7           | 8           | 9           | 10         | 11          | 12         | 13        | 14       | 15        | 16        | 17          | 18          | 19        | 20         | 21         | 22         | 23         | 24        | DC      | 分數 |
| ---- | --------------------- | ----------------- | ------------ | ------------ | ----------- | ----------- | ------------ | ----------- | ----------- | ----------- | ----------- | ---------- | ----------- | ---------- | --------- | -------- | --------- | --------- | ----------- | ----------- | --------- | ---------- | ---------- | ---------- | ---------- | --------- | ------- | ---- |
| 2010 | bamboo-engineering    | 雪佛蘭 Lacetti    | 巴西 1 15    | 巴西 2 16    | 摩洛哥 1 17 | 摩洛哥 2 13 | 意大利 1 Ret | 意大利 2 12 | 比利時 1 20 | 比利時 2 12 | 葡萄牙 1 10 | 葡萄牙 2 9 | 英國 1 21   | 英國 2 Ret | 捷克 1 17 | 捷克 2 7 | 德國 1 NC | 德國 2 12 | 西班牙 1 14 | 西班牙 2 17 | 日本 1 10 | 日本 2 9   | 澳門 1 Ret | 澳門 2 Ret |            |           | 第15名  | 15   |
| 2011 | bamboo-engineering    | 雪佛蘭 Lacetti    | 巴西 1 Ret   | 巴西 2 11    |             |             |              |             |             |             |             |            |             |            |           |          |           |           |             |             |           |            |            |            |            |           | 第14名  | 43   |
| 2011 | bamboo-engineering    | 雪佛蘭 Cruze 1.6T |              |              | 比利時 1 10 | 比利時 2 4  | 意大利 1 7   | 意大利 2 6  | 匈牙利 1 12 | 匈牙利 2 8  | 捷克 1 7    | 捷克 2 Ret | 葡萄牙 1 12 | 葡萄牙 2 9 | 英國 1 11 | 英國 2 8 | 德國 1 14 | 德國 2 11 | 西班牙 1 15 | 西班牙 2 14 | 日本 1 11 | 日本 2 Ret | 中國 1 13  | 中國 2 Ret | 澳門 1 Ret | 澳門 2 12 | 第14名  | 43   |
| 2012 | Special Tuning Racing | SEAT Leon 1.6T    | 意大利 1 DNS | 意大利 2 DNS | 西班牙 1    | 西班牙 2    | 英國 1       | 英國 2      | 德國 1      | 德國 2      | 匈牙利 1    | 匈牙利 2   | 摩洛哥 1    | 摩洛哥 2   | 葡萄牙 1  | 葡萄牙 2 | 巴西 1    | 巴西 2    | 美國 1      | 美國 2      | 日本 1    | 日本 2     | 中國 1     | 中國 2     | 澳門 1     | 澳門 2    | 第22名* | 0*   |

- 賽季進行中。

### 完整德國房車大師賽成績
(key) (粗體字表示排位賽做出了最快時間) (斜體字表示在賽事中做出了最快單圈)
| 年份 | 車隊         | 賽車             | 1    | 2   | 3   | 4   | 5   | 6   | 7   | 8   | 9    | 10  | 11      | 成績 | 分數 |
| ---- | ------------ | ---------------- | ---- | --- | --- | --- | --- | --- | --- | --- | ---- | --- | ------- | ---- | ---- |
| 2010 | Team Phoenix | Audi A4 DTM 2008 | HOC1 | VAL | LAU | NOR | NÜR | ZAN | BRH | OSC | HOC2 | ADR | SHA DNS | NC   | 0    |

### 勒芒24小時大賽成績
| 年份               | 組別     | 車號 | 輪胎 | 賽車                                    | 車隊                                   | 隊友                                | 完成圈數 | 成績 | 組別 成績 |
| ------------------ | -------- | ---- | ---- | --------------------------------------- | -------------------------------------- | ----------------------------------- | -------- | ---- | --------- |
| 2009勒芒24小時大賽 | GT2      | 75   | D    | Porsche 997 GT3-RSR Porsche 3.8L Flat-6 | Endurance Asia Team Perspective Racing | Philippe Hesnault Plamen Kralev     | 186      | NC   | NC        |
| 2013勒芒24小時大賽 | LMGTE Am | 61   | M    | Ferrari 458 Italia GT2                  | AF Corse                               | Pierguiseppe Perazzini Lorenzo Casè | 305      | 27th | 2nd       |

## 榮譽
- 香港傑出運動員選舉

「香港傑出運動員」（2013年）

## 外部連結
- 官方網站 （页面存档备份，存于）
- 世界房車錦標賽網站車手檔案(英文) （页面存档备份，存于）